# Orbita areostazionaria
Si dice orbita areostazionaria un'orbita sincrona circolare, equatoriale e prograda attorno a Marte, potenzialmente utilizzabile da satelliti artificiali che necessitassero di trovarsi in ogni istante sempre al di sopra del medesimo punto della superficie del pianeta. I satelliti in orbita areostazionaria, come tutti quelli in orbita areosincrona, sono caratterizzati da un periodo orbitale pari al giorno siderale marziano.

## Parametri orbitali
Il raggio dell'orbita areostazionaria è dato dalla formula
{\displaystyle r_{areos}={\sqrt[{3}]{\frac {GM_{Marte}T_{rotaz}^{2}}{4\pi ^{2}}}}=20\,428\,km.}
La velocità orbitale di un satellite in una simile orbita sarebbe dunque pari a
{\displaystyle v_{orb}={\frac {2\pi r_{orb}}{T_{rotaz}}}=1,4480\,km/s.}
Una siffatta orbita è effettivamente possibile; si trova infatti all'interno della sfera d'influenza gravitazionale marziana, data dal raggio di Hill secondo la formula
{\displaystyle r_{Hill}=a{\sqrt[{3}]{\frac {m_{M}}{3M_{S}}}}=1\,046\,400\,km.}